# Michael Brown (motociclista)
Michael Brown   (Scarborough, 20 de febrer de 1987) és un antic pilot de trial anglès. L'any 2007 va guanyar el Campionat del Món de trial júnior i el 2008 el Campionat d'Europa de trial amb la motocicleta italiana Beta. Durant anys formà part de l'equip oficial de l'empresa catalana Gas Gas, amb la qual va guanyar el Campionat britànic el 2013.

## Palmarès
| Any          | Motocicleta  | C. del Món outdoor | C. del Món indoor | C. britànic | Altres               |
| ------------ | ------------ | ------------------ | ----------------- | ----------- | -------------------- |
| 2005         | Beta         | -                  | -                 | 9è          |                      |
| 2006         | Beta         | -                  | -                 | 5è          |                      |
| 2007         | Beta         | 23è                | -                 | 3r          | C. del Món júnior    |
| 2008         | Beta         | 9è                 | -                 | 2n          | C. d'Europa          |
| 2009         | Sherco       | 10è                | 6è                | 2n          | C. d'Alemanya indoor |
| 2010         | Sherco       | 8è                 | 11è               | 2n          | C. d'Alemanya indoor |
| 2011         | Gas Gas      | 6è                 | 8è                | 2n          | C. d'Alemanya indoor |
| 2012         | Gas Gas      | 9è                 | 7è                | 2n          |                      |
| 2013         | Gas Gas      | 11è                | 12è               | 1r          |                      |
| 2014         | Gas Gas      | 11è                | -                 | 2n          |                      |
| 2015         | Gas Gas      | 21è                | -                 | 9è          |                      |
| 2016         | Gas Gas      | -                  | -                 | 5è          |                      |
| 2017         | Gas Gas      | -                  | -                 | 3r          |                      |
| Total títols | Total títols | 0                  | 0                 | 1           | 5                    |

1. ↑  Al total de títols s'hi compten tots els campionats estatals o internacionals guanyats